# تشارلي سوان
تشارلي سوان (بالإنجليزية: Charlie Swan)‏ هو فارس أيرلندي، ولد في 20 يناير 1968.